# Tropica Marble Queen
Echinodorus cordifolius 'Tropica Marble Queen' est un cultivar de Echinodorus cordifolius. Elle se distingue du type par une quantité variable de la chlorophylle dans les cellules de la feuille.

## Description
Ses feuilles peuvent atteindre 50 cm.

## Maintenance
Culture facile. Se sent mieux dans une eau douce et légèrement acide. 